# Arte timúrida

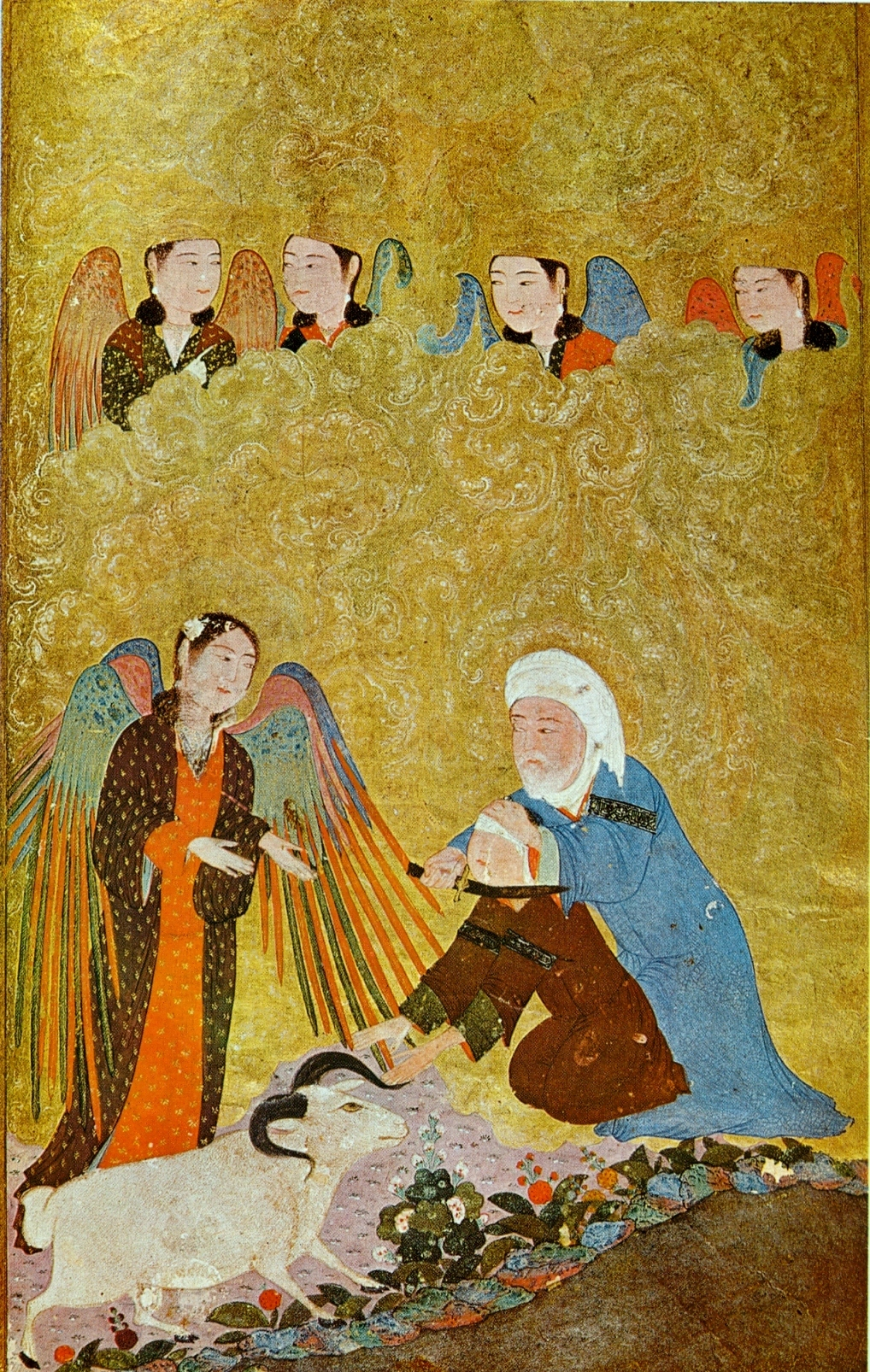
El ángel impide la ofrenda de Isaac, ' Shiraz 1410.

El arte timúrida es el estilo artístico que se originó durante el gobierno del Imperio timúrida (1370-1507) —que se extendía desde el este de Persia hasta Irak y Siria— y que destacó por su uso de los estilos persa y chino, así como por asimilar influencias artísticas de otras civilizaciones del Asia central. Los eruditos consideran este período como una época de excelencia cultural y artística, y aun tras declinar el Imperio, el arte timurida continuó influyendo en otras culturas del Asia central y occidental.
La edad de oro de la pintura persa comenzó durante el reinado de los timúridas, período en el que, de manera análoga a los desarrollos en el Irán safávida, el arte y los artistas chinos tuvieron una influencia significativa sobre el arte persa. Los artistas timúridas refinaron el arte persa del libro, combinando papel, caligrafía, iluminación, ilustración y encuadernación en un todo brillante y colorido.  La etnicidad mongola de Chaghatayid y los kanes timúridas fueron la fuente de representación estilística del arte persa durante la Edad Media. Esos mismos mongoles se casaron con los persas y túrquicos del Asia central, incluso adoptando su religión y sus idiomas. Sin embargo, el control del mundo que ejercieron en ese momento, particularmente en los siglos XIII-XV, se reflejó en la apariencia idealizada de los persas como mongoles. Aunque la composición étnica se diluyó al mezclarse gradualmente con las poblaciones locales iraníes y mesopotámicas, el estilo mongol continuó mucho después y cruzó hasta Asia Menor e incluso al norte de África. 
Si bien no es posible hablar de un estilo único en este período en el que se crearon importantes obras de arte islámico, sí que es posible analizar una síntesis de las diferencias locales. Entre los lugares donde se crearon obras originales, hubo centros de arte únicos —Samarcanda, Bagdad, Herat y Shiraz— que encarnaron el espíritu general del arte timúrida. En Samarcanda, la capital (1370-1505) del estado timúrida en el reinado de Tamerlán (r. 1370-1405), además de artistas del Asia central y de Irán, había artistas que habían sido deportados forzadamente desde India, Anatolia y Siria. El embajador español, Ruy González de Clavijo, informó que había 150 000 familias de artistas en Samarcanda.  Un segundo período fructífero coincidió con el reinado del sultán Shahruj (r. 1407-1447). Apoyado en esto por su esposa persa, Goharshad, alentó a los artistas a mudarse a Afganistán cuando trasladó a Herat su capital virreinal, lo que permitió una carrera para crear nuevas obras. Tras la muerte de Ulugh Beg (r. 1447-1449), siguió un estancamiento artístico, que recuperó fuerza durante el reinado de Abu-Saïd (r.1451-1469) y del sultán Husayn Bayqara (r.1469-1506). A la muerte de este último, volvió una fase de decadencia hasta que, durante el Imperio mogol, se produjo un redescubrimiento y revalorización de la artesanía timúrida, así como en tierras safávidas.
La arquitectura timúrida se inspiró y desarrolló muchas tradiciones de las selyúcidas y fue el pináculo del arte islámico en Asia central. Azulejos turquesa y azul formando intrincados patrones lineales y geométricos decoraban las fachadas de los edificios; a veces, el interior estaba decorado de manera similar, con pinturas y relieves de estuco que enriquecían aún más el efecto.  Los edificios espectaculares y majestuosos erigidos por Timur y sus sucesores en Samarcanda y en Herat ayudaron a difundir la influencia de la escuela de arte ilkhánida en la India, dando así origen a la célebre escuela de arquitectura mogol (o mongola). La arquitectura timúrida comenzó con la tumba de Shaykh Ahmad Yasavi en el actual Kazajistán y culminó en el Gur-e Amir, el mausoleo de Timur en Samarcanda, recubierto con «azulejos persas turquesas».  Cerca, en el centro de la ciudad antigua, se observan dos edificios de Ulugh Beg: una «madrasa de estilo persa» (escuela religiosa) y una «mezquita de estilo persa».  El mausoleo de los príncipes timúridas, con sus cúpulas de azulejos azules y turquesas, sigue siendo una de las arquitecturas persas más refinadas y exquisitas. La simetría axial es una característica de todas las edificaciones importantes de los timúridas, en particular del Shāh-e Zenda en Samarcanda, del complejo Musallah en Herat y de la mezquita de Gawhar Shaden Mashhad. Abundan las cúpulas dobles de formas varias y los exteriores están impregnados de colores brillantes. El dominio de Timur en la región fortaleció la influencia de su capital y de la arquitectura persa en la India.

## Contextos

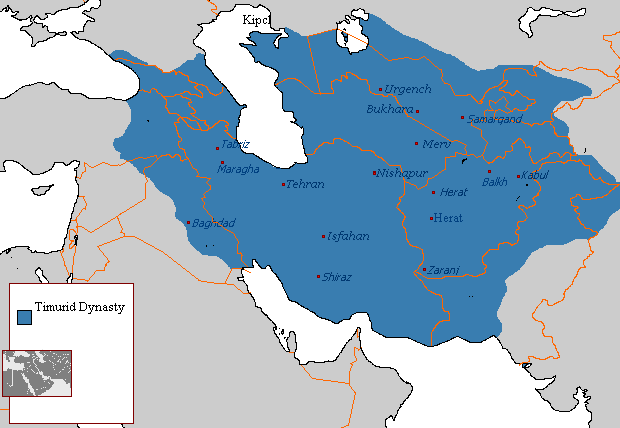
El imperio timúrida

### Contexto histórico

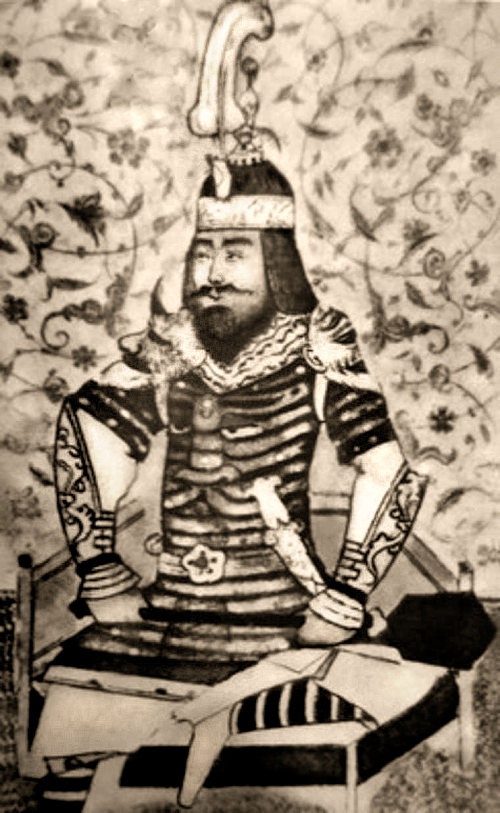
Tamerlán

El Imperio timúrida nació de la conquista de Timur-i Lung ('Timur el Cojo'), más conocido como Tamerlán, de los diversos estados sucesores de Ilkanato. Era originario de Kesh, la actual Shahrisabz, una ciudad a unos 100 km al sur de Samarcanda. Pertenecía al clan turco-mongol de los Barlas, parientes lejanos de Gengis Kan. Con un sistema de alianzas, Timur consiguió tomar posesión de la ciudad de Samarcanda en 1370, antes de emprender una rápida conquista del mundo islámico: conquistó Corasmia y Jorasán en 1371, Persia y Mesopotamia cinco años después, las llanuras de Kipchak donde estaba la Horda Dorada. En 1395 , prestó servicio durante un año en la ciudad de Moscú, antes de la campaña en la India (1398-1399) y del saqueo de la ciudad de Delhi. En Anatolia en 1402 , tomó la persona del sultán Bayazid II y luchó en Siria, tomando Damasco, pasó a Egipto, pero la dinastía mameluca se declaró vasalla, evitando la anexión de su territorio. Murió a la edad de setenta y un años mientras se preparaba para conquistar China.
La sucesión de conquistas fue organizada a lo largo de su vida, y de la su hijo Shahruj (r. 1407-1447) que ascendió al trono. Pero el territorio se dividió rápidamente, y fue el sucesor de Timur quien tomó las armas para recuperar el imperio heredado de su padre. En 1420 , se dirigió a Irán e Irak, y dominaba, al menos de nombre, India y China. Su hijo, Ulugh Beg, un famoso astrónomo y gobernador de Samarcanda, lo sucedió en 1447. Pero, atacada por todos lados, disfrutó de un período de declive territorial que continuó hasta el final del reinado del sultán  Husayn Mirza Bayqara (r. 1469-1506), que puso fin a la dinastía.

### El contexto artístico
Timur, aunque analfabeto, tenía un gran gusto por la cultura y el arte. En cada una de sus conquistas, tras conquistar una ciudad, solía salvar la vida de los artesanos locales y los deportaban a Samarcanda, su capitall, donde crearon un nuevo arte mixto, el «estilo timúrido internacional». espués de la conquista de Persia a principios del siglo XV, muchos rasgos artísticos persas se entrelazaron con el arte mongol existente. La conversión de Tamerlán al Islam más adelante convirtió a Samarcanda en uno de los centros del arte islámico. Ese estilo se difundió por todo el mundo islámico después de la muerte de Timur, cuando los artesanos regresaron a sus hogares e influyeron en todas partes gracias a lo que pudieron ver en Samarcanda. A mediados del siglo XV, el imperio trasladó su capital a Herat, que se convirtió así en el nuevo foco del arte timúrida. Al igual que sucedió en Samarcanda, los artesanos e intelectuales persas pronto consiguieron que Herat fuera un centro de las artes y la cultura; muchos de los timúridas adoptaron la cultura persa como propia.
El mecenazgo fue importante gracias a la riqueza acumulada durante las conquistas. La mitad de los edificios se construyeron según encargos  imperiales. Nótese el importante papel de la mujer en todos las encargos artísticas.

## Arquitectura timúrida
La arquitectura timúrida fue una etapa importante en la historia arquitectónica de Irán y Asia Central durante finales del siglo XIV y el siglo XV. El Imperio timúrida (1370-1507), fundado por Timur (también llamado Tamerlán) (m. 1405) y que conquistó la mayor parte de esta región, supervisó un renacimiento cultural.
La arquitectura timúrida se inspiró y desarrolló muchos cánones arquitectónicos y técnicas constructivas de los selyúcidas. La dinastía timúrida patrocinó la construcción de palacios, mausoleos y monumentos religiosos por toda la región. Los azulejos turquesa y azul, que formaban intrincados motivos lineales y geométricos, a menudo decoraban las fachadas de los edificios. A veces, el interior estaba decorado de manera similar, con pinturas y relieves en estuco que proporcionaban un embellecimiento adicional. La arquitectura timúrida fue el pináculo del arte islámico en Asia central. Los espectaculares y majestuosos edificios erigidos por Tamerlán y por sus sucesores en Samarcanda y en Herat ayudaron a difundir la influencia de la escuela de arte del Ilkhanato en la India, dando lugar así a la famosa escuela de «arquitectura mogola».
El primer ejemplo cronológico de arquitectura timúrida fue el mausoleo de Ahmed Yasawi, en la actual Kazajistán, mientras que uno de los mayores fue el mausoleo de Tamerlán, ubicado en la capital del imperio. Este último edificio, del siglo XIV está cubierto con «teselas persas turquesas».
 Cerca, en el centro de la ciudad antigua, se puede ver la «madraza de estilo persa» (escuela religiosa) y la «mezquita de estilo persa» de Ulugh Beg. Los mausoleos de los príncipes timúridas, con sus cúpulas turquesas y azules, siguen estando entre las manifestaciones más finas y exquisitas de la arquitectura persa. La simetría axial es una característica de todas las principales edificaciones timúridas, sobre todo la Shah-i-Zinda en Samarcanda, el complejo Musallah en Herat y la mezquita de Goharshad en Mashhad. Abundan las cúpulas dobles de varias formas, mientras que los exteriores están adornados con colores brillantes. El dominio de Tamerlán sobre la región fortaleció la influencia de su capital y la arquitectura persa en la India. 
La mezquita verde de Balkh, construida en 1422, y el complejo de la mezquita Änew, terminado entre 1455-1456, representan algunas de las obras más importantes del período medio timúrida: desafortunadamente solo sobreviven restos de esta última, ya que fue destruido por un terremoto en 1948. Una de las obras más importantes de la fase tardía es el mausoleo de Ishratkhana, construido entre 1460 y 1464 para la sepultura de las mujeres de la dinastía timúrida a instancias de una de las esposas de Abu Sa'id. Realizado entre 1460 y 1502 en la ciudad de Gazni para el hijo de Ulugh Beg, Abdu Razzaq, el mausoleo fue considerado por John D. Hoag como un precursor de la estructura arquitectónica del Taj Mahal, tanto con referencia a la parte central en el centro como a las secciones laterales asociadas.
Se puede encontrar información de gran interés sobre los palacios timúridas en fuentes históricas y diarios de viaje. Además de la información sobre el Palacio Azul construido por Tamerlán en Samarcanda, se hace referencia a las obras realizadas en las ciudades de los alrededores, como Naqsh-e jahàn, Bagh-e Chenar (a las puertas de Samarcanda), Bāgh-i Zāghān (en Herat) y Bagh-i Dilgush. Los jardines creados en el período timúrida sobrevivirán a la caída del imperio, estableciéndose también durante el paréntesis mogol. Los restos del palacio de Shahrisabz, Aq Saray, también descritos en escritos contemporáneos, han sobrevivido hasta nuestros días.
- La mezquita Bibi-Khanym
- El Mausoleo de Tamerlan (o Gur-e Amir)
- Mausoleo de Khoja Ahmad Yasavi ( Patrimonio de la Humanidad     (2003))
- Mezquita de Goharshad

## Los objetos

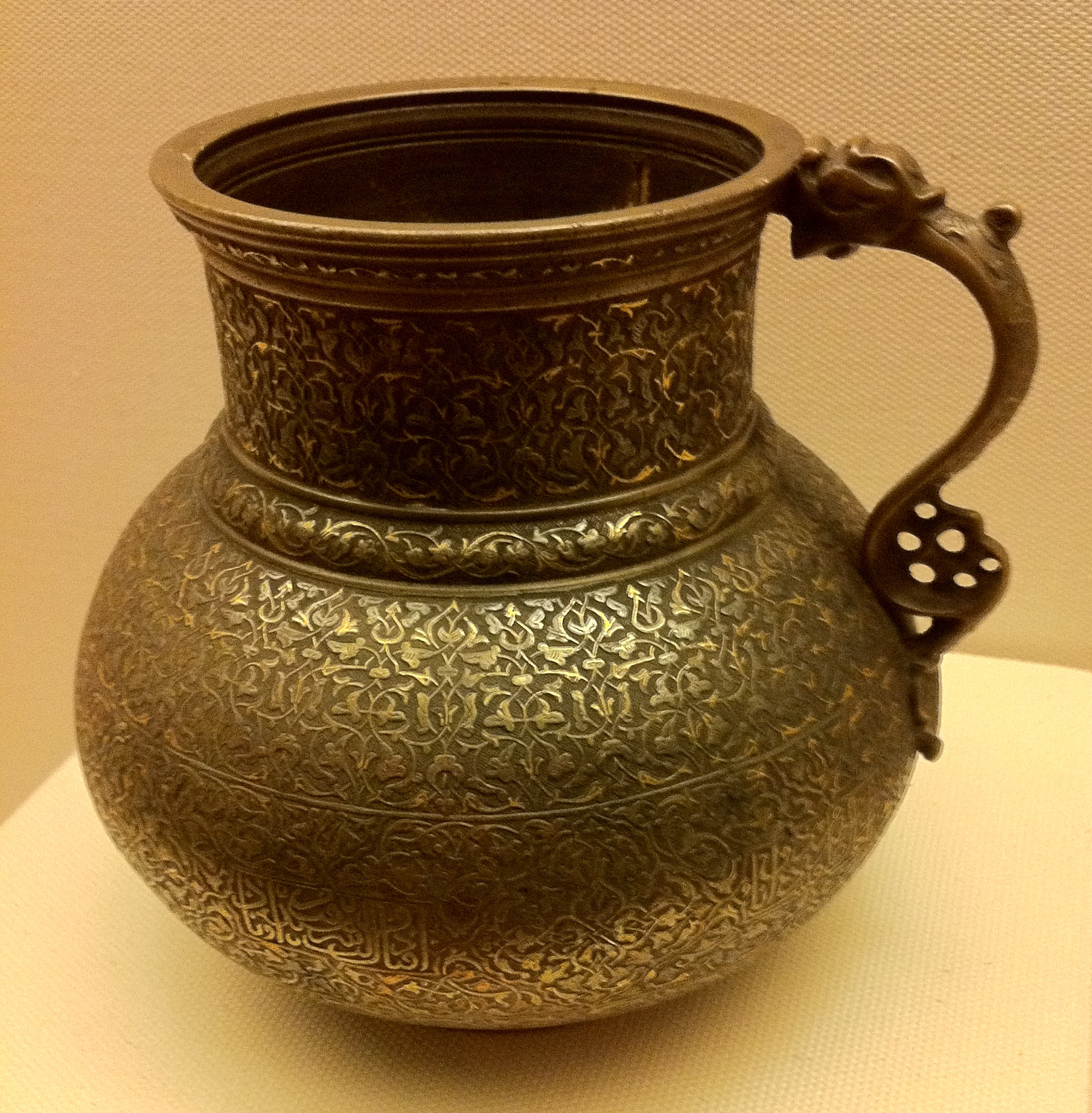
Una jarra timúrida del hecha en Herat.

La deportación obligada de artesanos hacia Samarcanda permitió establecer contacto entre los diversos centros culturales de Oriente, desde Siria hasta China. El estilo internacional de los timúrida trajo entonces varios cambios: una gran influencia tanto china como de Kitab Khana, el taller de pintura.

### Labores de las piedra semipreciosas
Los timúridas apreciaban especialmente el trabajo de las piedras semipreciosas, a las que atribuían propiedades mágicas. La piedra más utilizada fue el jade , que es una nefrita cuyos colores varían del blanco al verde casi negro. Esa predilección, que indica la gran influencia china, donde el jade llevaba siendo desde hacía milenios, fue iniciada por Ulugh Beg. El principal centro de producción estaba en Herat.
El tipo de objeto de jade más conocido es una jarra globular rematada por un amplio cuello cilíndrico cuya asa tiene forma de dragón. Ese tipo, que puede provenir del metal, también fue detectado por los alfareros de Yuan. También se conocen vajillas (copas de vino) y fundas de espadas del mismo material.

### Cerámica

#### Centros de producción
El arte de la cerámica timúrida es un aspecto poco estudiado, aunque parece decrecer respecto a períodos anteriores. Se han identificado cuatro centros de producción principales:
- en Samarcanda, donde trabajaban los alfareros deportados llegados de Damasco;
- en Nishapur y Mashhad, dos centros del azul y del blanco;
- en Tabriz, que todavía podía considerarse un centro de arte turcomano y no timúrida.

Otros dos centros son menos seguros:  Diyarbakir y Shiraz. Bajo Ulugh Beg, se produjo un desplazamiento hacia Herat, pero no está claro en qué orden de magnitud.

#### Tipos de producción
Fueron varios los tipos de producción:
- la cerámica Kubacha, que comenzó a desarrollarse en el siglo XV , aunque sólo se arraigará bajo los safávidas;
- el negro pintado sobre esmalte en turquesa, en azul, o más raramente, en verde, una técnica inscrita claramente bajo la ascendencia del Ilkhanato, y que se caracterizaba por una fuerte influencia china (marlis grecata, motivos de peces, colores verde pálido...);
- el brillo metálico de color naranja, con decoración en reserva, casi nunca se utilizaba;
- El azul y blanco comenzó a desarrollarse a imitación de la producción de porcelana china considerada como un objeto de gran valor.

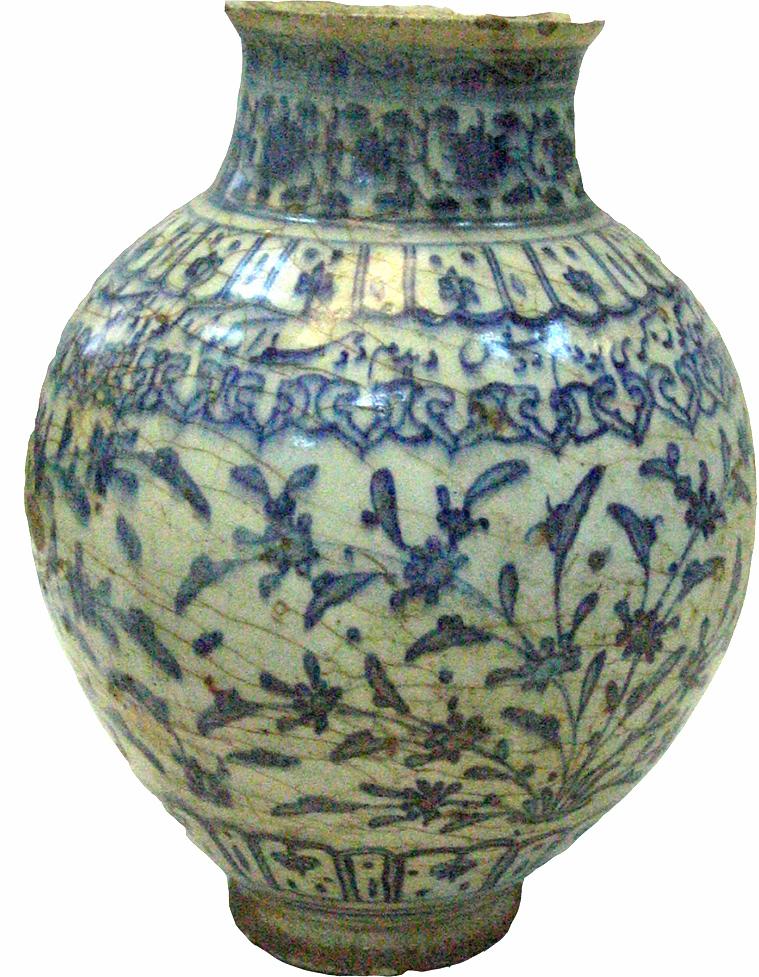
Jarra  azul y blanco, Mashhad, 1465,  pintada sobre cristal. Tengase en cuenta las influencias chinas en la decoración y una inscripción en caligrafía nasta'liq.
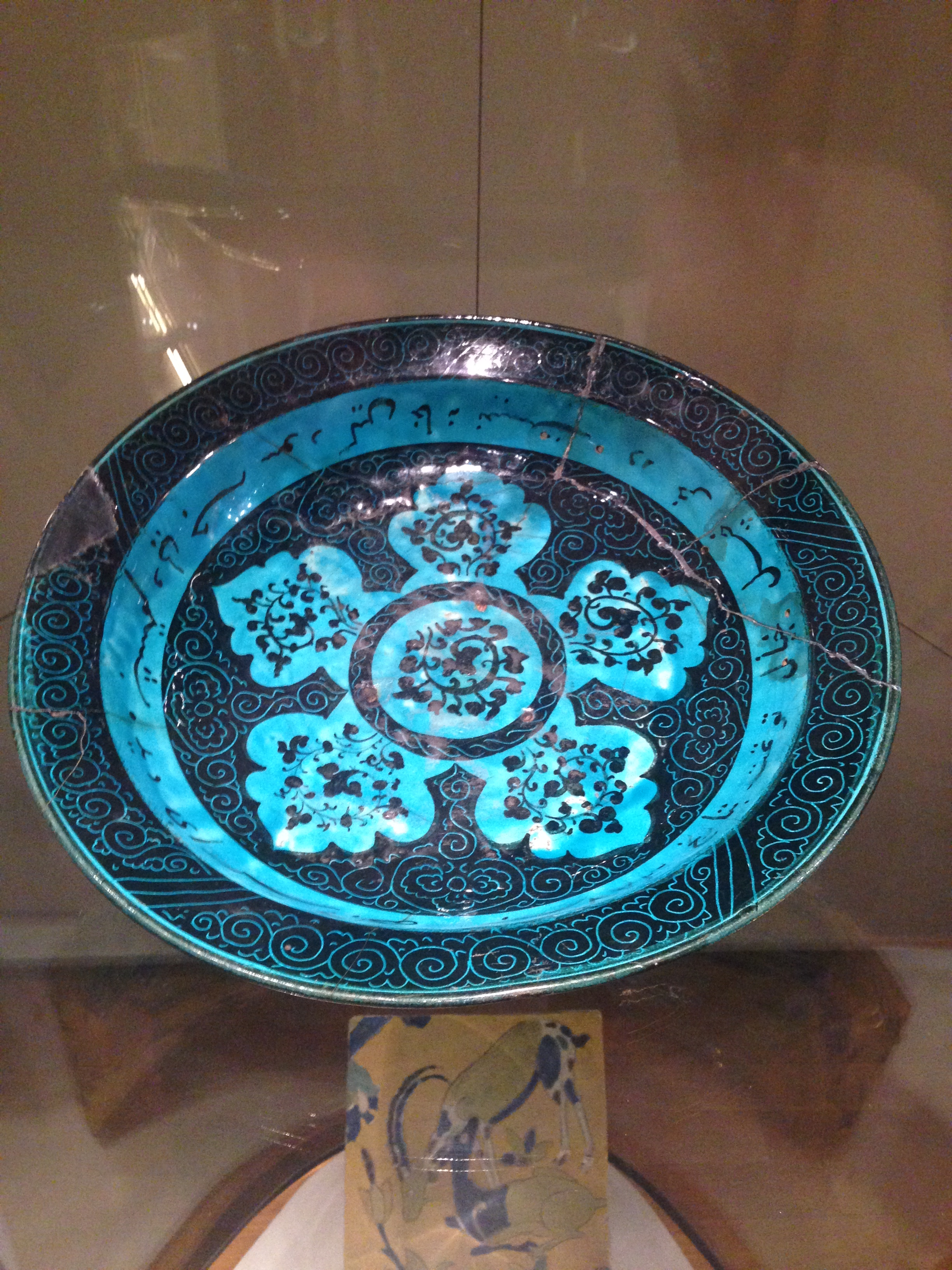
Plato grande con tonos turquesa de 1468-1469 encontrado en Iran
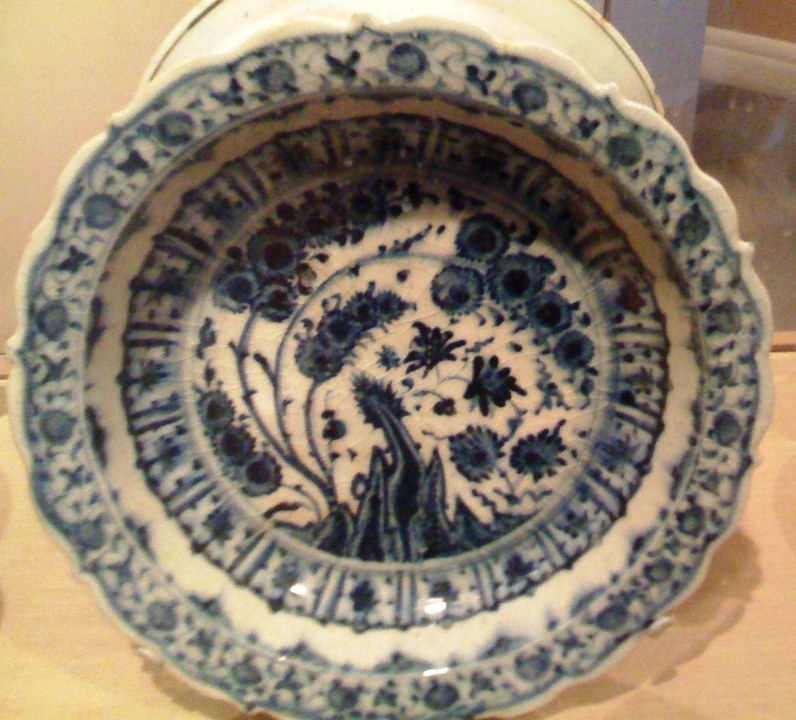
Plato con escena paisajística, período timúrida, ca. 1500. Colección iraní del Museo de Arte de San Antonio.
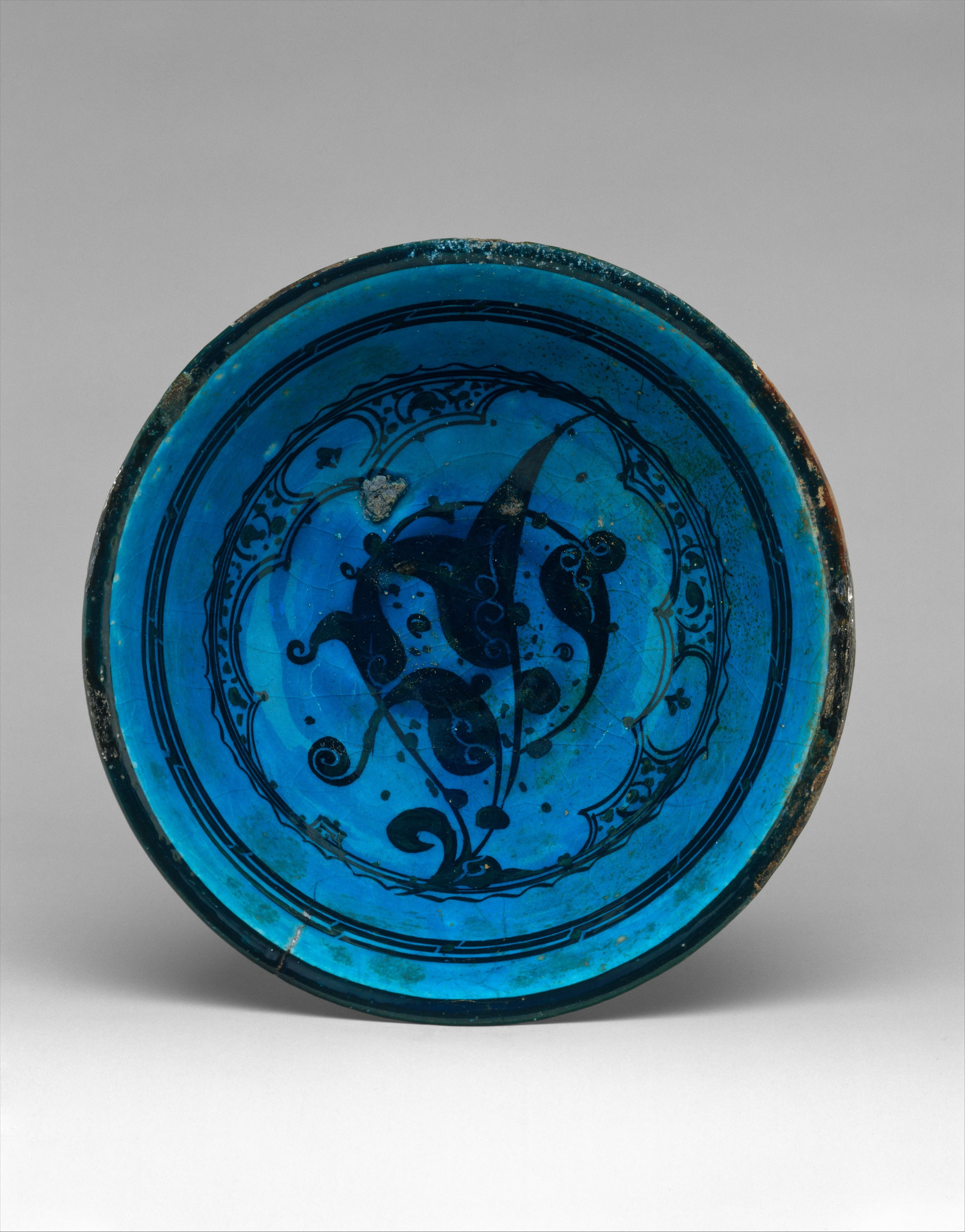
Cuenco, de finales del siglo XV, pintura negra bajo vidriado turquesa, inciso

### El arte del metal
El arte del metal se divide en dos períodos:
- Bajo Timur, las piezas producidas eran enormes, como se ve en la tumba de Shaykh Ahmad Yasavi, que ha conservado un caldero de 2,43 m de diámetro (ahora en el Hermitage) y una serie de seis lámparas de aceite con incrustaciones de bronce con oro y plata: una está en el Hermitage, otra en el Louvre, y las cuatro restantes aún están en la tumba.
- Después del reinado de Tamerlán, los objetos vuelven a ser más reducidos y las incrustaciones de los muebles se miniaturizan. Hay una fuerte inspiración en los objetos de jade, dando vida a una serie de cántaros similares a los realizados en ese material. El principal centro de producción estaba en Herat.

## El arte del libro

### Generalidades
El concepto de  Kitab Khana nacido en el siglo XIV bajo el Ilkhanato se desarrolló bajo sus sucesores. Esta institución, que apoyaba a los artistas asociados a la producción de nuevos manuscritos, permitió el surgimiento de un próspero arte del libro. Hay varios nombres conocidos como kitabdar (directores), como Nasr al-Muzahhab, que ofició bajo las órdenes de Ibrahim Sultan, y Jafar Tabrizi, que trabajó en  Herat alrededor de 1430 por cuenta  de Baysunghur I.
La caligrafía experimentó cambios significativos, en particular gracias a la invención de la escritura  nasta'liq, nacida en Shiraz y en Tabriz hacia 1375. La naskh continúa usándose, pero el  Thuluth declinó mientras que el cúfico solo servía ya como escritura ornamental en los títulos. También aparecieron nuevos documentos en el siglo XV: la carta coloreada y la carta dorada.
Finalmente, el dominio de la  encuadernación también formó parte de una nueva creatividad. En general, el marroquíno estaba decorado de varias formas: con agujas de tejer, con calados que dejaban ver el papel dorado y los reflejos azules, etc. 

### Producciones

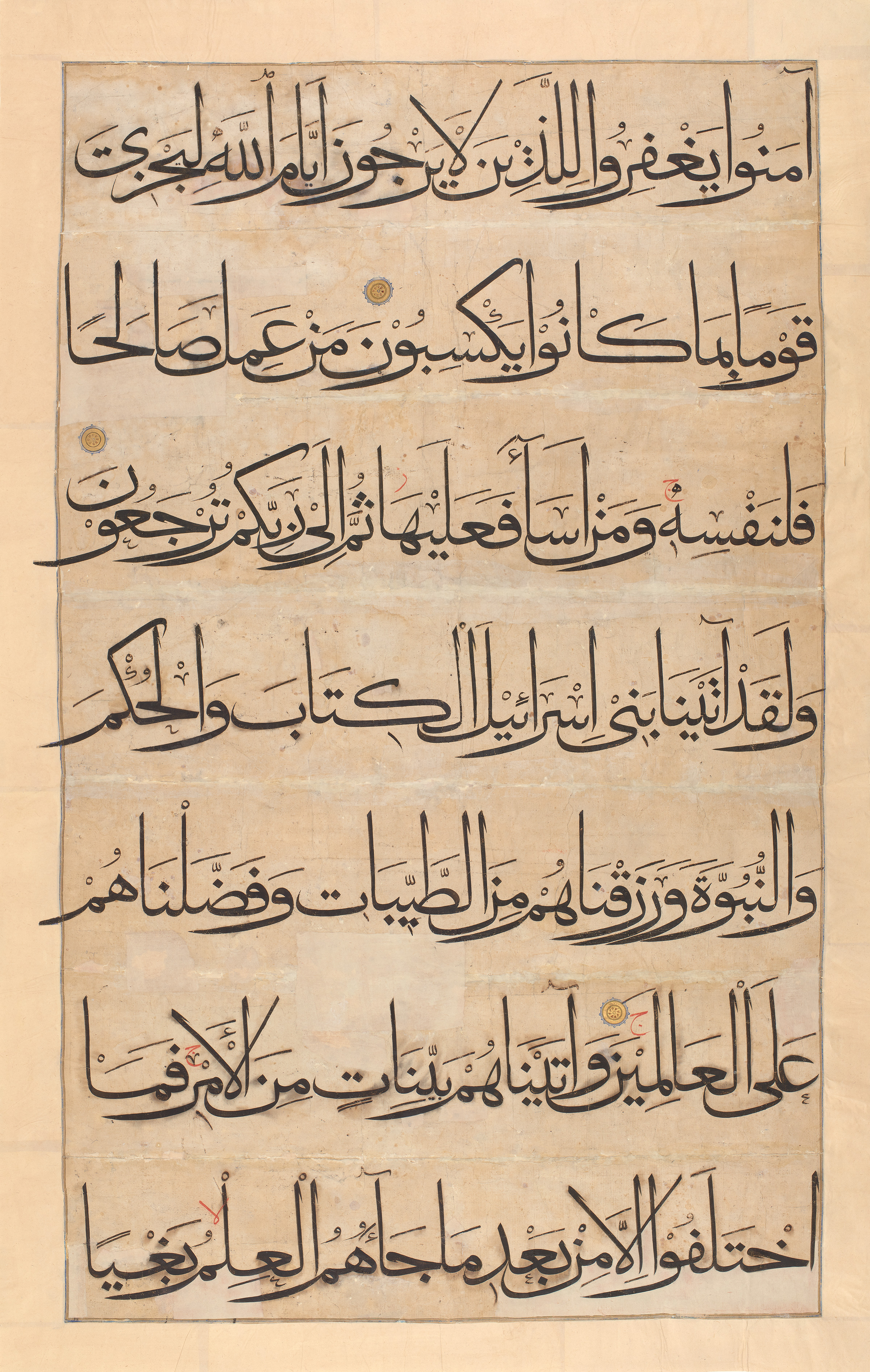
Hoja del Corán, hacia 1400, realizada en Samarcanda por orden de Timur

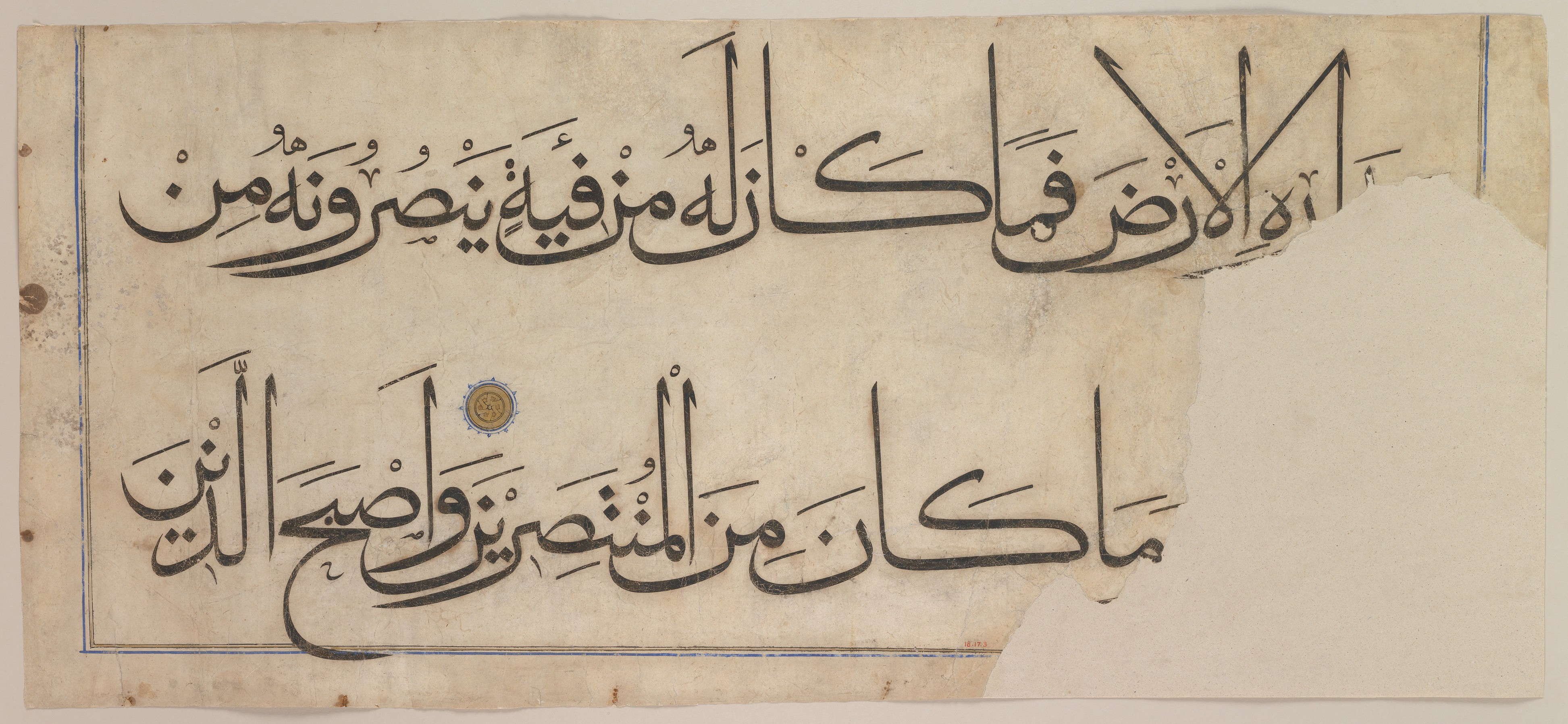
Sección de un manuscrito del Corán, calígrafo: copiado por 'Umar Aqta', finales del, acuarela, tinta, pan de oro sobre papel

Se puede dividir el período en tres etapas:
- de 1370 a 1440, en la que los patronos fueron los hijos de Timur nombrados gobernadores. A menudo eran ellos mismos artistas. También hubo tres prósperas tiendas: en Samarcanda, Shiraz (Fars e) y Herat.
- de 1440 a 1470, que corresponde a un período de transición, en el que se desarrolló el arte del libro turcomano en Shiraz y Bagdad y en Herat donde sólo se produjo un pequeño número de manuscritos.
- de 1470 a 1515, en el que el  laboratorio de Herat fue muy activo, pero en el que se utilizó un estilo diferente.

- 1370-1440. En Samarcanda, Timur celebró una gran reunión de pintores, pero no se conoce ninguna pintura manuscrita encargada. Sólo se conservan dos Coranes realizados por orden suya. Por el contrario, Ulugh Beg fue un gran mecenas y algunos manuscritos se relacionan con él, como un Suwar al-kawarib al-Sufi  realizado alrededor de 1430-1440 y que incluye 74 pinturas, incluido un retrato del gobernante. Varias obras astronómicas también recuerdan su gusto por esta ciencia.

En Shiraz, en el Fars, estaba Pir Muhammad, quien fue el primero en continuar con la tradición del patrocinio de los Muzafáridas. El sultán Iskandar desarrolló ese patrocinio, seguido por Ibrahim Sultan, que fue él mismo un calígrafo (son conocidos algunos Coranes de su mano) y el hijo de este último, Abdullah. El estilo desarrollado en esta escuela se distinguió por las siluetas esbeltas de los caballos y de los personajes, y por la mezcla de tradiciones muzafáridas y yalaíridas.
En Herat hay que nombrar a dos grandes mecenas: Shahruj, que poseía una rica biblioteca de textos científicos e históricos (manuscritos reconocidos con el sello de su biblioteca) y Baysunghur I, su hijo, poeta y calígrafo. Se pueden mencionar varios manuscritos importantes, como el Shâhnâmeh o Jami' al-tawarikh (suplemento persa de 1113 de la  BNF), que, además de su estilo de miniaturas yalaíridas, también debe considerarse parte de este período. También es muy interesante un Miraj nâmâ realizado en 1436 para un cliente desconocido (BNF, suplemento turco 190) que  combina la inscripción con una caligrafía especial, el uigur, que permite grabar las citas turcas anteriores y los hadices en árabe con otra caligrafía. Hay una fuerte influencia de Asia Central y del budismo.
- 1440-1470. Prácticamente no hay producción de manuscritos pintados entre la muerte de Shahruj (1447) y el año 1470. Se podría señalar simplemente Mantiq al-Tayr [Conferencia de los pájaros], realizada en Herat en 1456 y conservada en Berlín, que incluye algunas pinturas con un estilo simple, poco desarrollado, y en el que no se menciona ningún dedicatario. Al mismo tiempo, el estilo turcomano se desarrolló en Shiraz y Bagdad.

- 1470-1506. Bajo el sultán  Husayn Mirza Bayqara  (r. 1469-1506) y su ministro Mir Ali Shir Nava'i, la pintura cobró vida, basada en modelos de Herat anteriores a 1440. Sin embargo, hubo una evolución del estilo, que parece más naturalista (en las formas y en los gestos de los personajes, en particular), y también en busca de una composición más armoniosa en la relación entre paisaje y arquitectura.

La escuela de Herat fue particularmente brillante gracias a dos pintores  Mirak Naqqash  y especialmente a  Kamāl ud-Dīn Behzād, su alumno, considerado el más grande pintor persa por la mayoría de los expertos. Se puede señalar el Bustan de Sa'adi, fechado en 1488, que incluye pinturas de su mano (Biblioteca Nacional de El Cairo), con una bellísima obra de arquitectura. Behzād, de hecho, mostró un gran interés por la arquitectura; y también trabajó la expresividad de sus personajes, incorporando diferentes escenas en un mismo edificio. Su trabajo continuó en un taller safávida del soberano shah Ismail I.

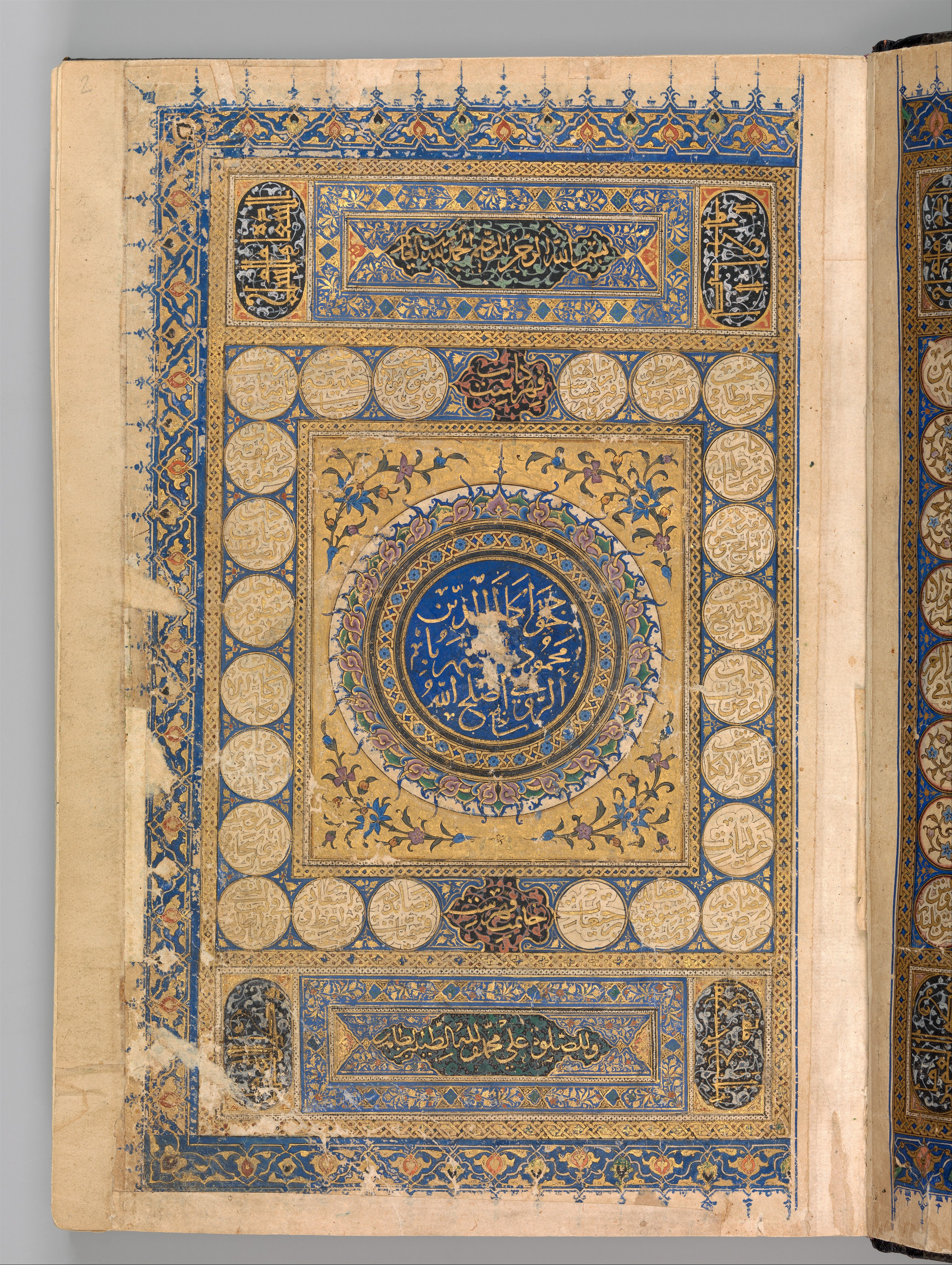
Una página de la Antología de la poesía persa del siglo XV, hecha de tinta, pan de oro, acuarela opaca, pan de plata, libro encuadernado en cuero
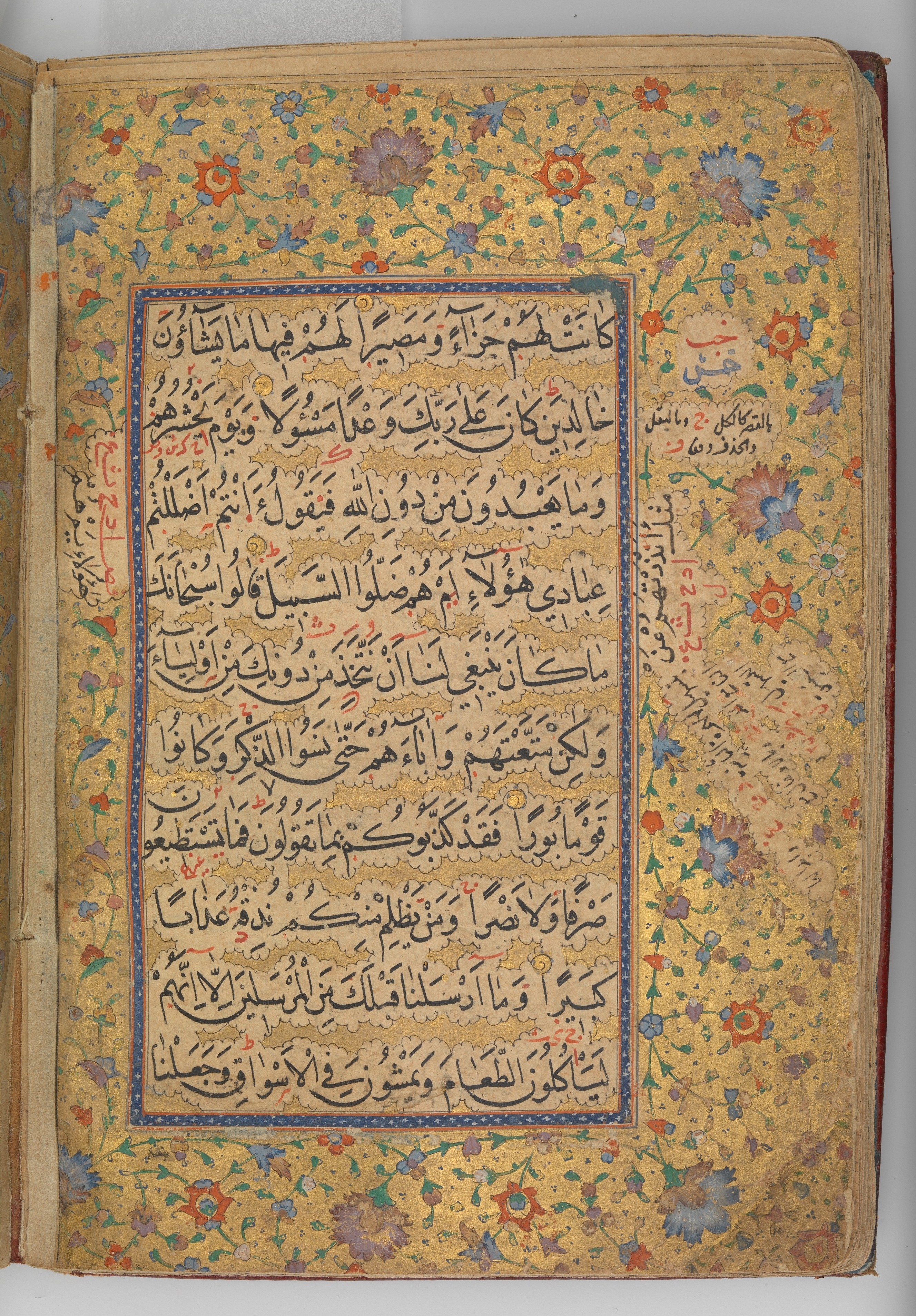
Una página del Corán de Ibrahim Sultan, realizada por Ibrahim Sultan, ca. 1427, acuarela, tinta, pan de oro sobre papel
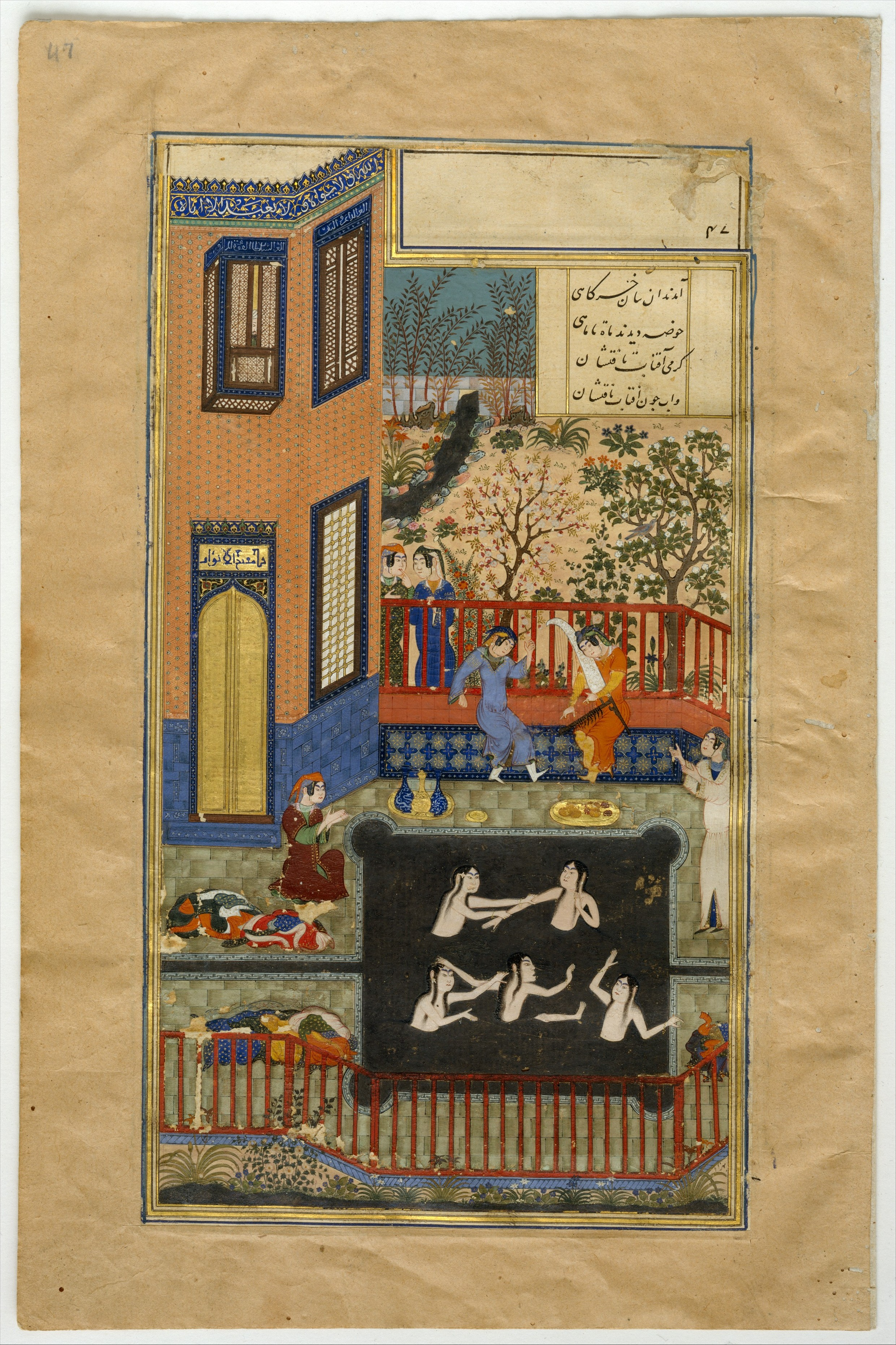
Una página de La oyente, Folio 47r de un Haft Paikar (Siete Retratos) del Khamsa (Quinteto) de Nizami, Calígrafo: Maulana Azhar, Poeta: Nizami, ca. 1430, acuarela, tinta, pan de oro sobre papel
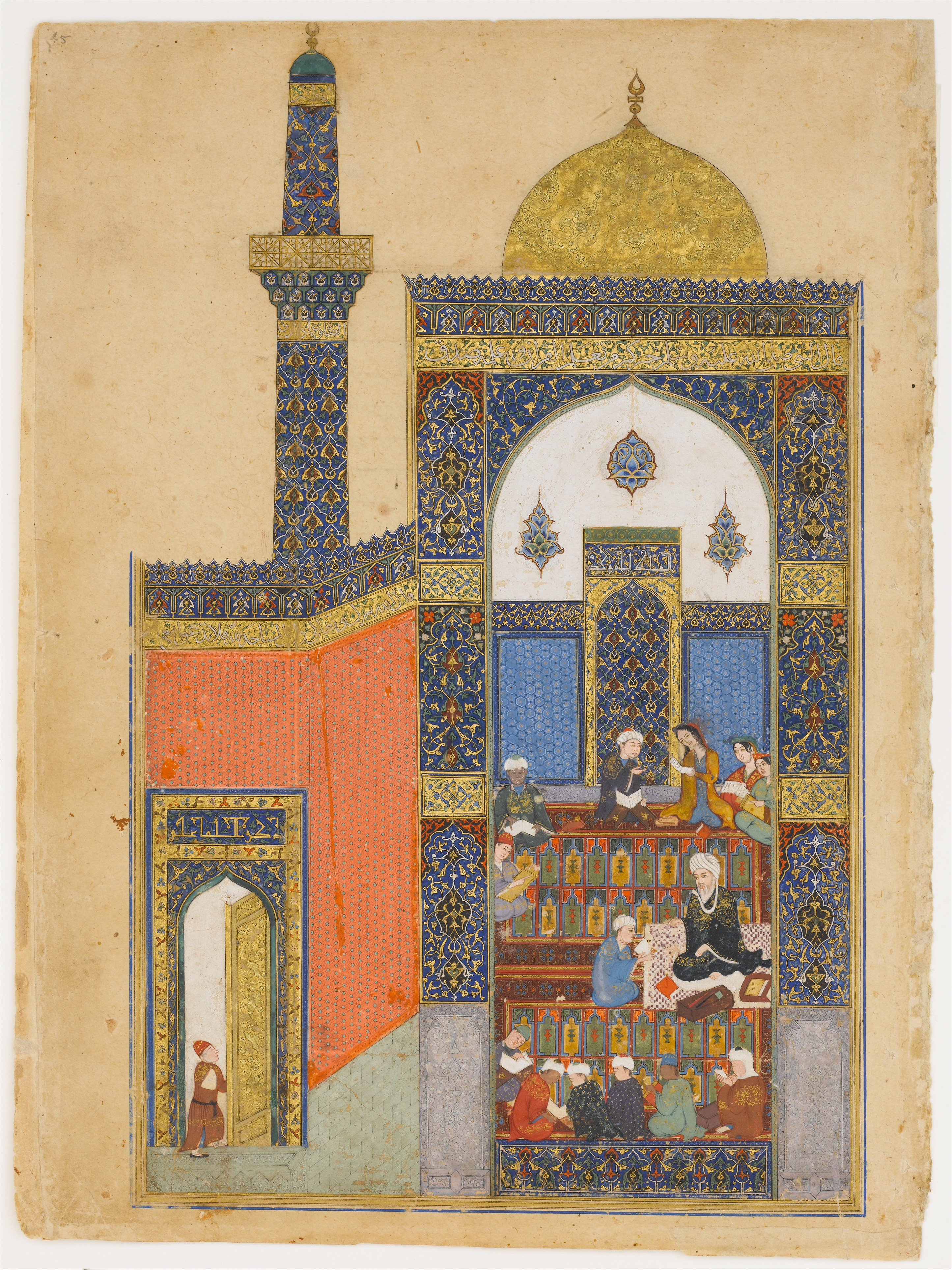
Una página de Laila y Majnun en la escuela', folio de un Khamsa (quinteto) de Nizami, calígrafo: Ja'far Baisunghuri, autor: Nizami, 1431-1432, acuarela, tinta, pan de oro sobre papel
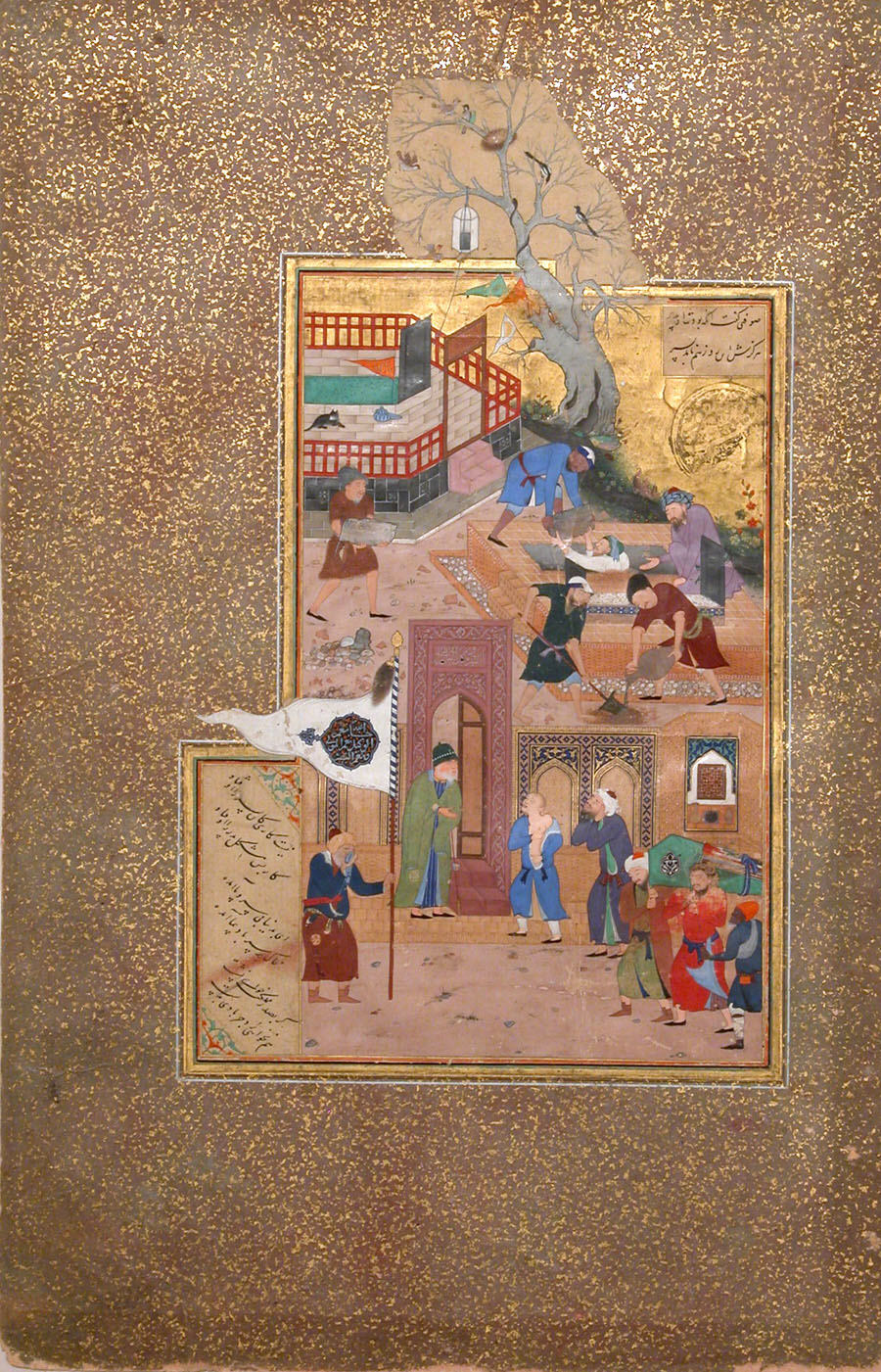
Un folio de Procesión funeral, Folio 35r de un Mantiq al-tair (Lenguaje de los pájaros), Calígrafo: Sultan 'Ali al-Mashhadi, Autor: Farid al-Din 'Attar, 1487, acuarela, tinta, oro y plata hoja sobre papel
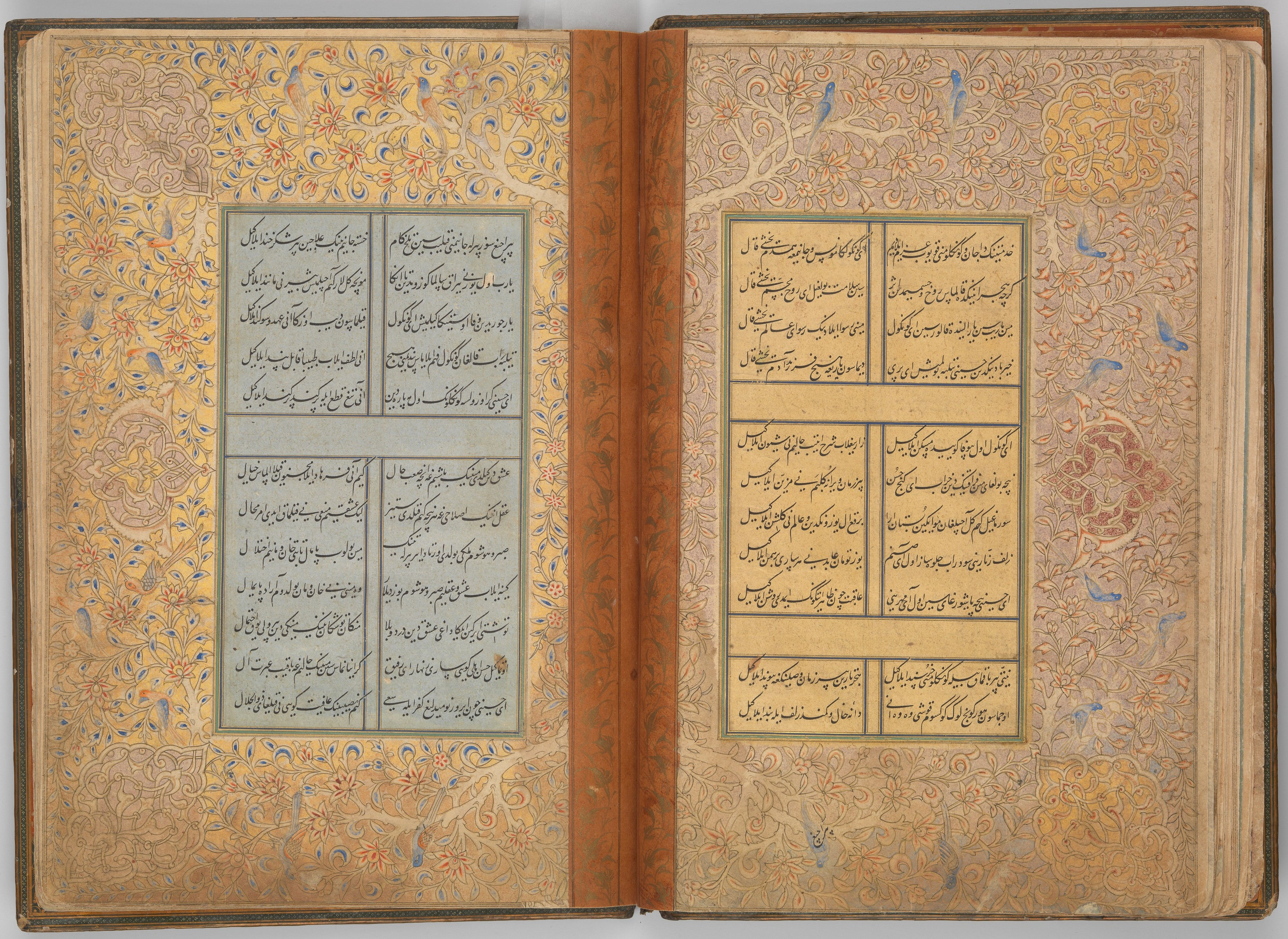
Diván del sultán Husayn Baiqara, fechado en 905/1500, acuarela, tinta, pan de oro sobre papel
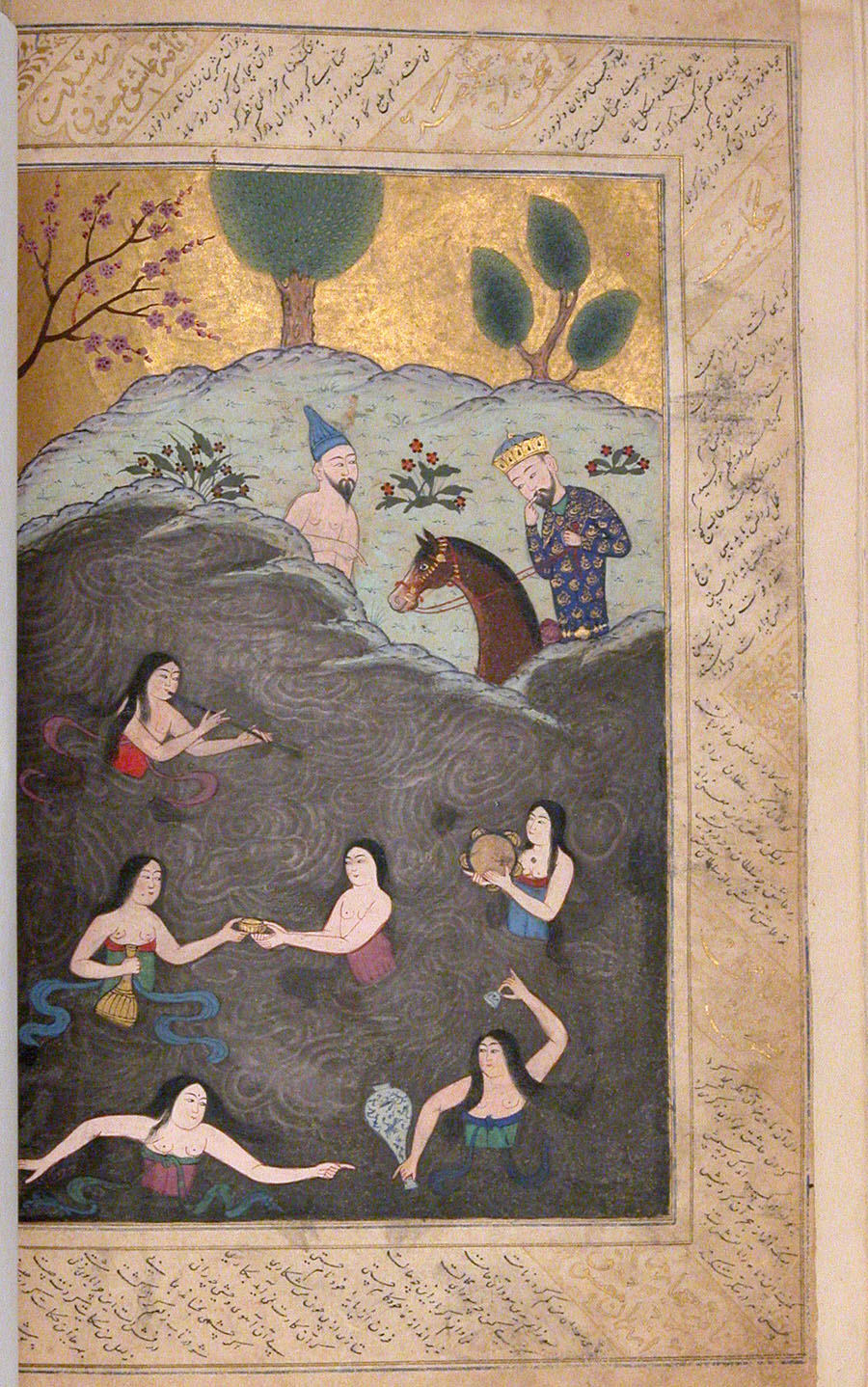
Una página de la Antología de poesía persa, pintada en Shiraz en 1411 durante el reinado de Iskandar.

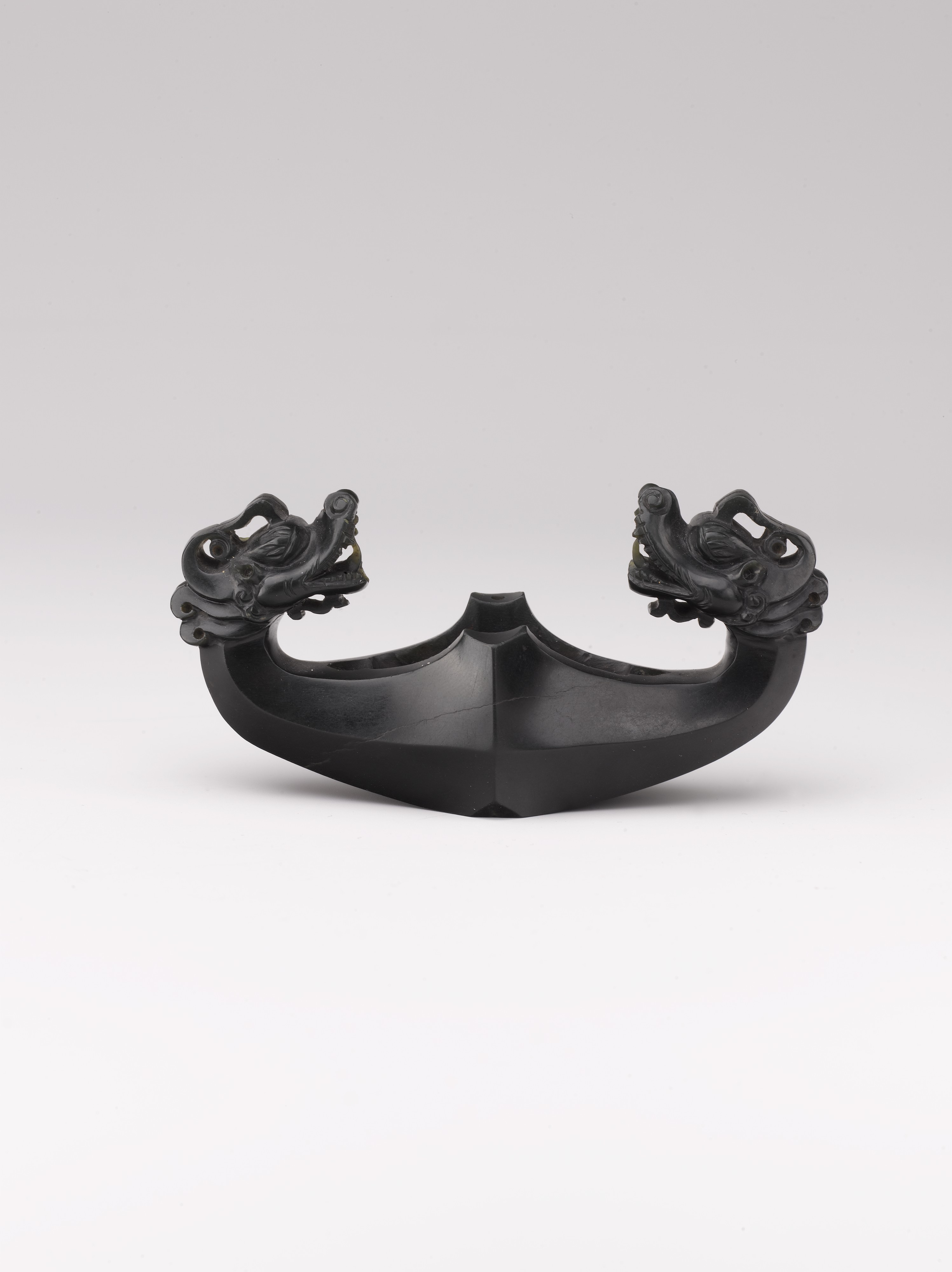
Una empuñadura de espada de jade tallada por los timúridas.
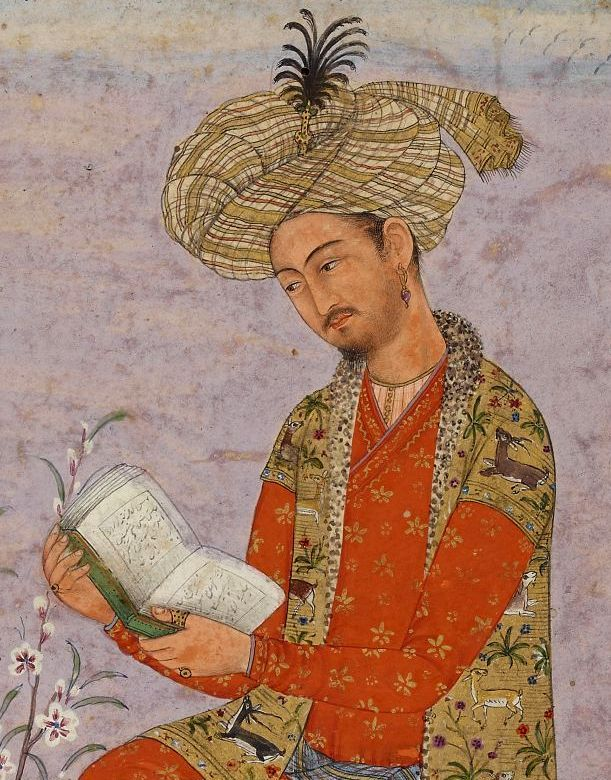
Imagen de Babur.
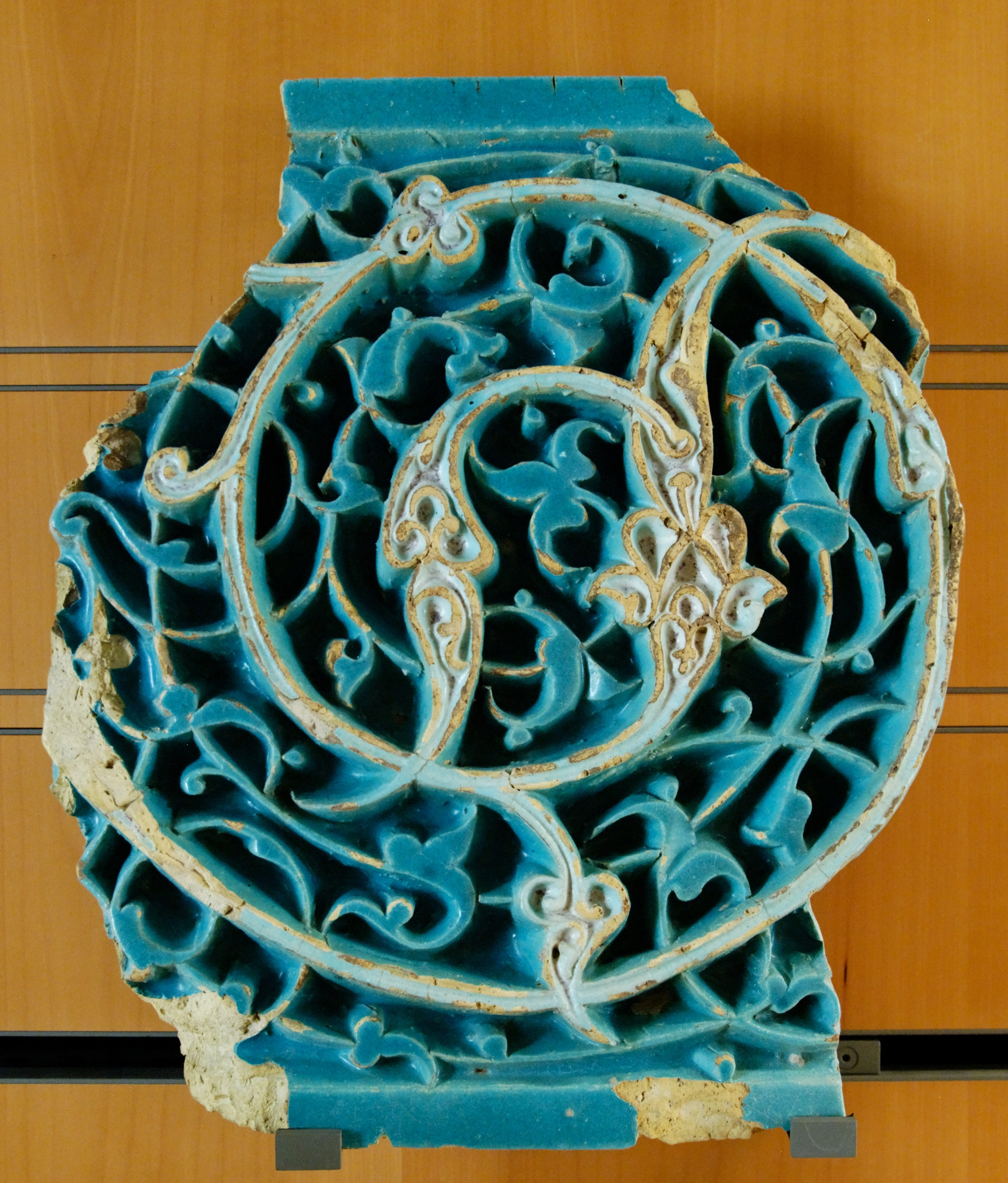
Un fragmento de la arquitectura timúrida realizado ca. 1375-1400, cerámica, pasta de piedra; bajo vidriado pintado
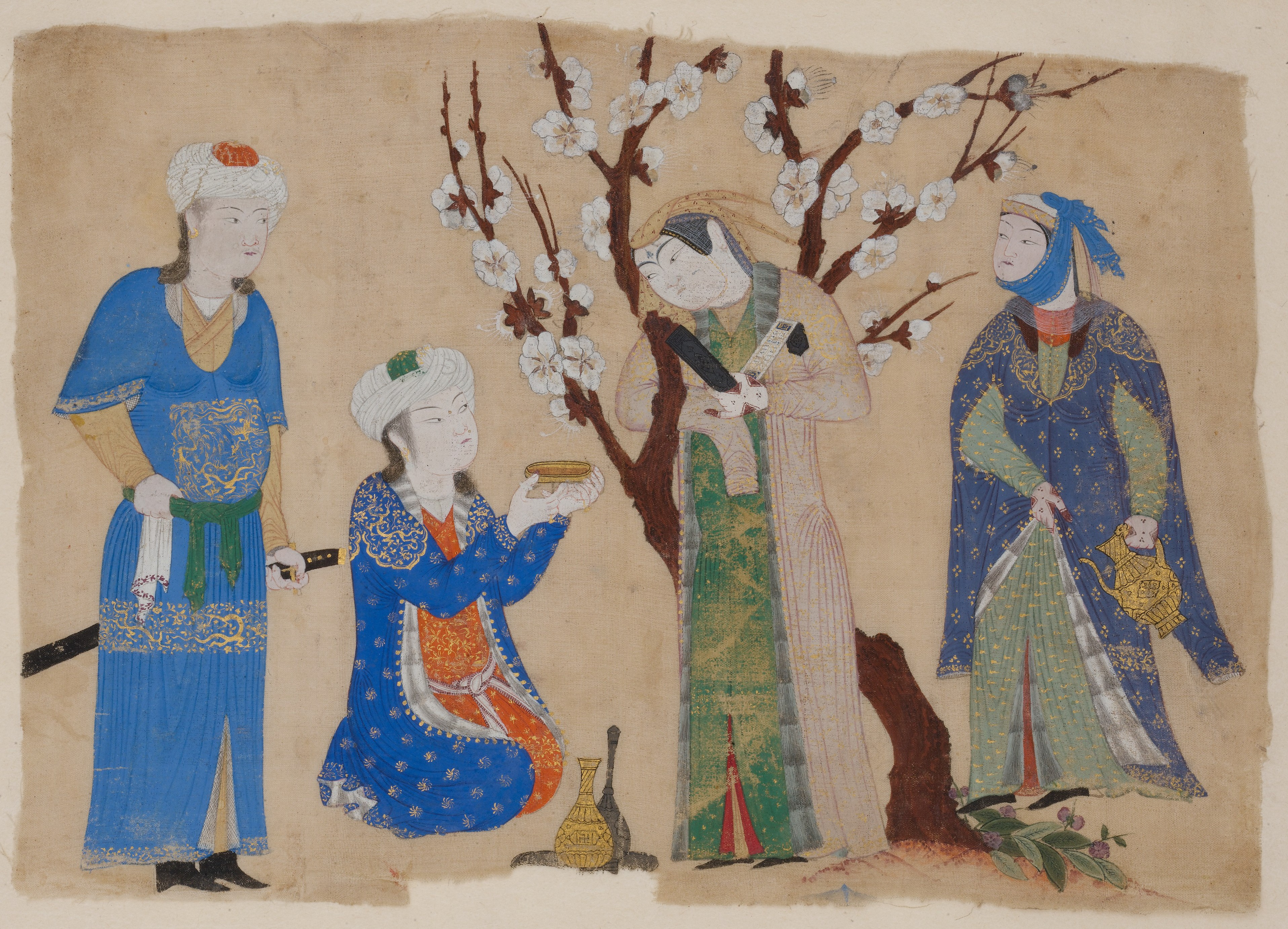
Una pintura llamada Bebiendo vino en un jardín de primavera, ca. 1430, oro y acuarela opaca sobre seda sin teñir
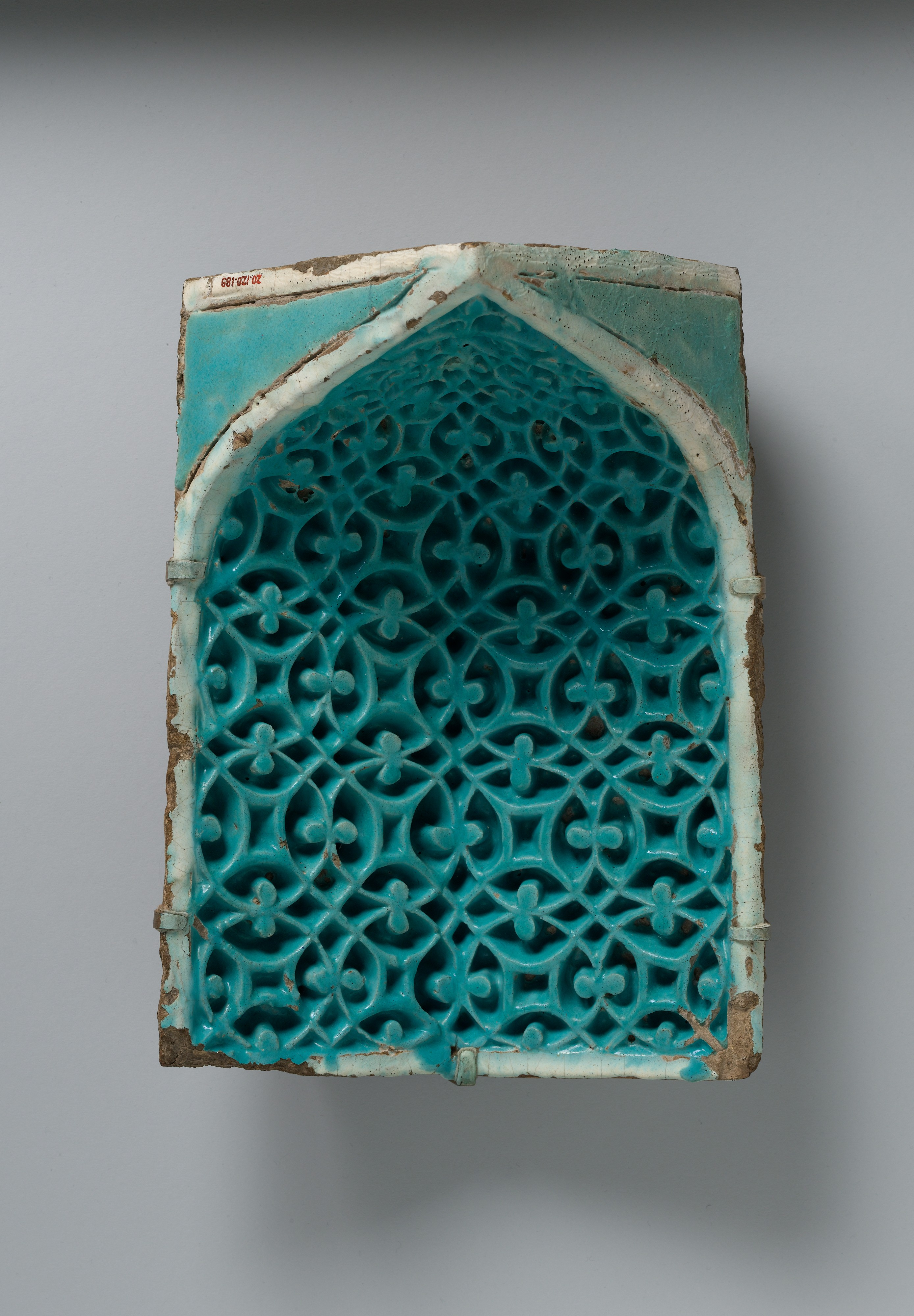
Azulejo de  una trompa, finales del siglo XIV, pasta de piedra tallada y vidriada
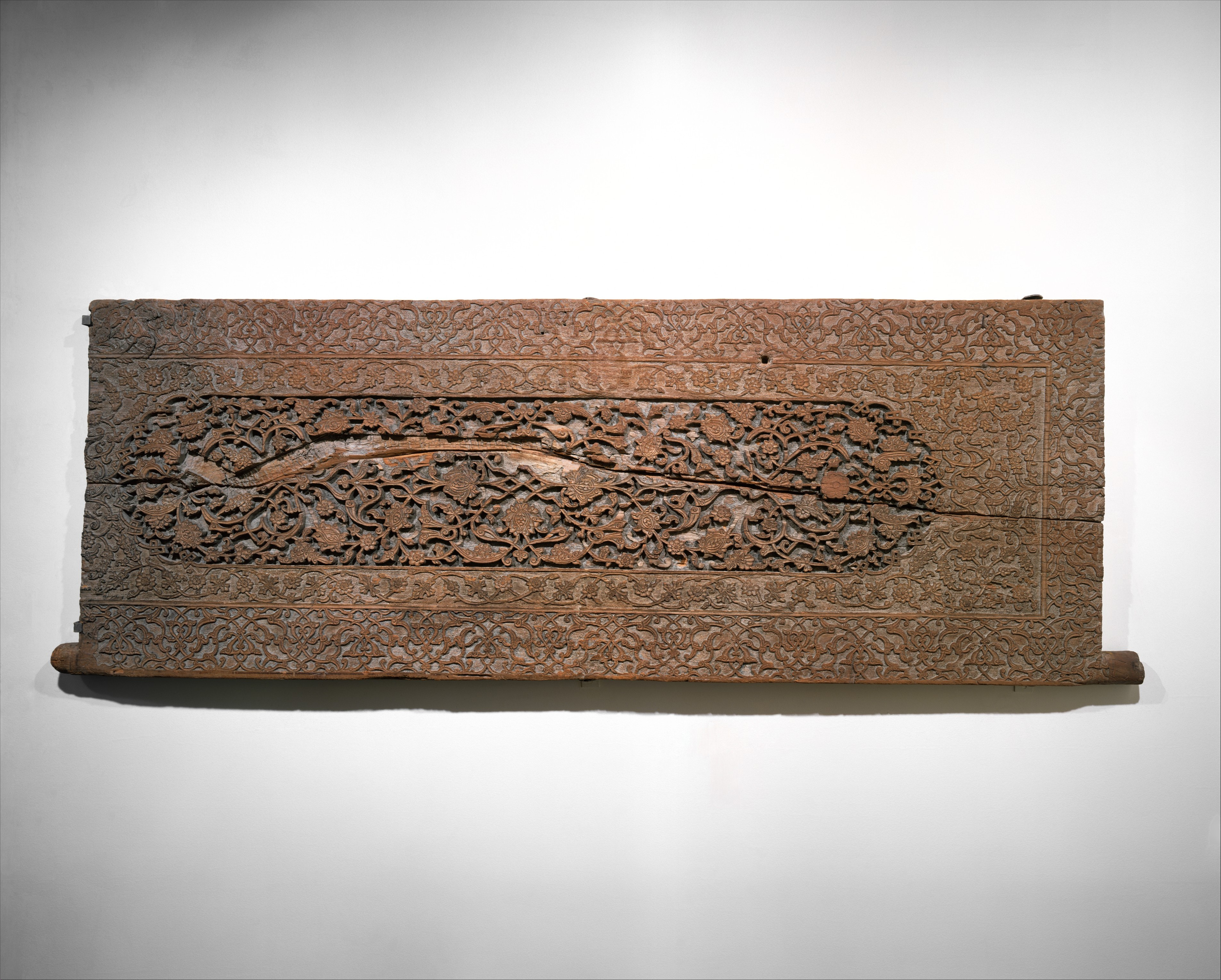
Panel de puerta tallada del siglo XV, hecho en Samarcanda, hecho de ciprés, tallado, pintado